# Reda
Reda (kaschubisch Réda; deutsch Rheda) ist eine Stadt im Powiat Wejherowski (Neustadt in Westpreußen) der Woiwodschaft Pommern in Polen.

## Geographische Lage
Die Ortschaft liegt in der Kaschubei im ehemaligen Westpreußen, in dem von der Eiszeit geformten Urstromtal der Flüsse Reda (Rheda) und Łeba (Leba). Durch die Stadt führt die Hauptstraße zur Halbinsel Hel (Hela).

## Geschichte

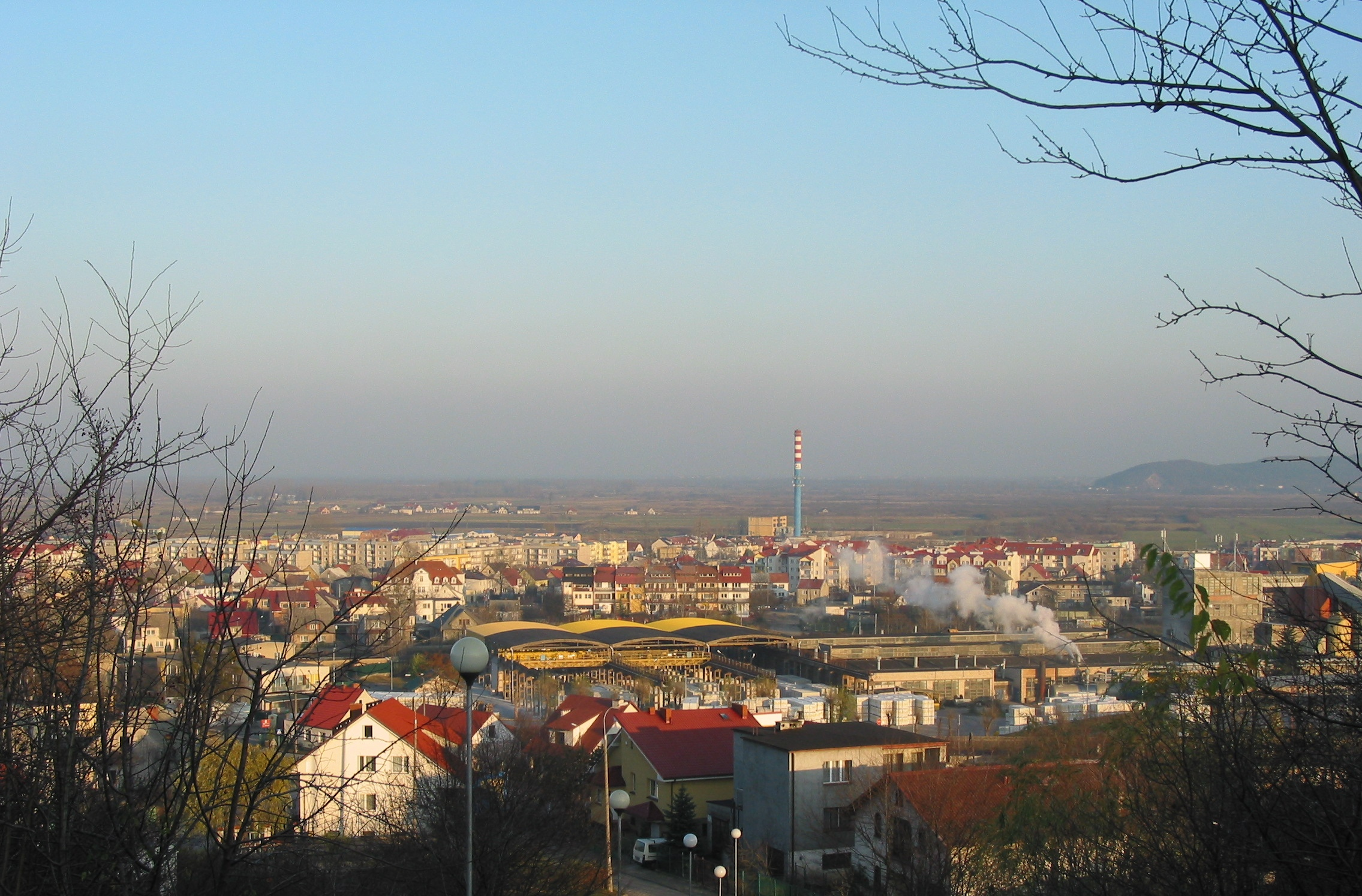
Stadtbild aus der Vogelperspektive

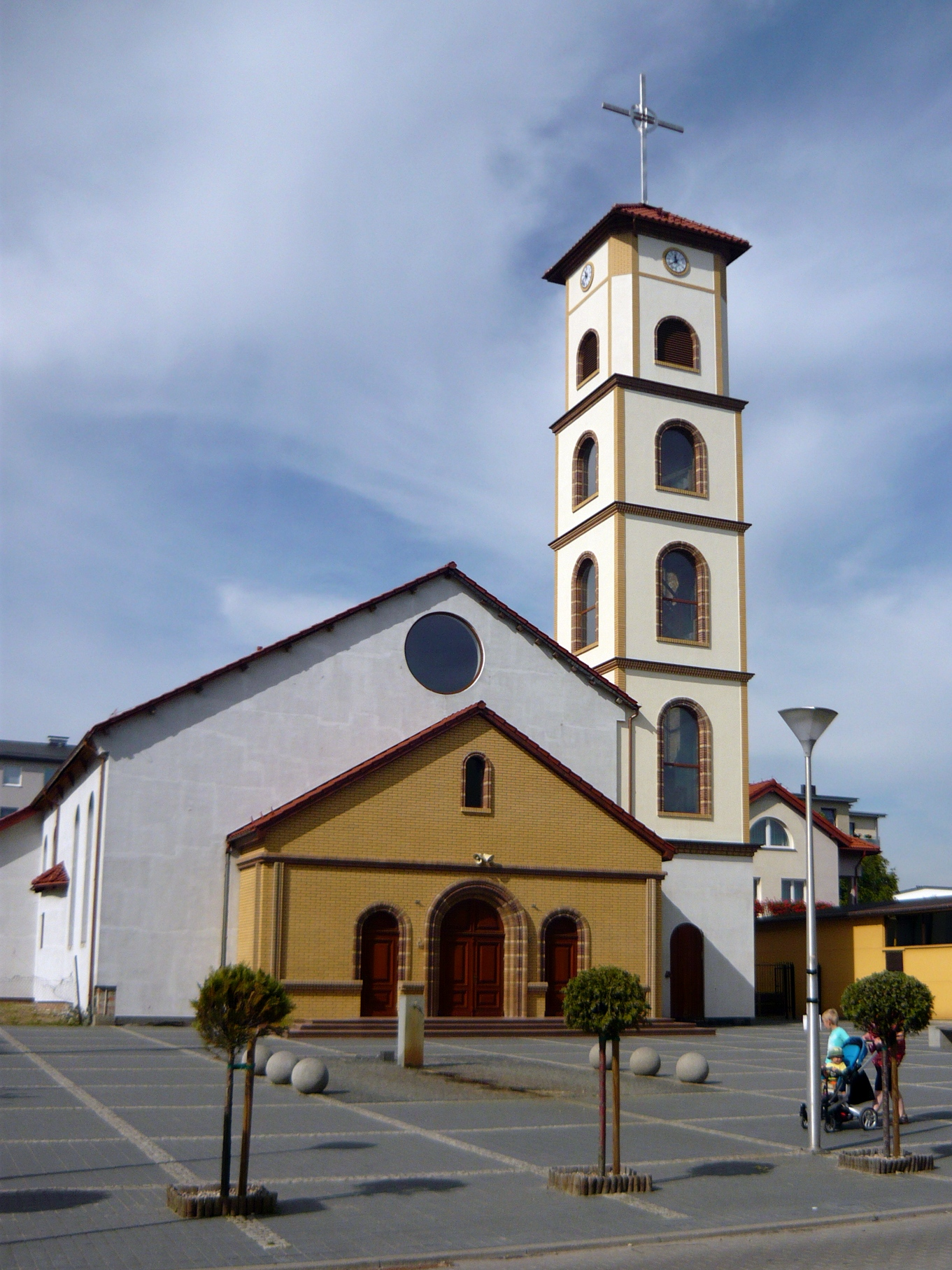
Neue katholische Kirche

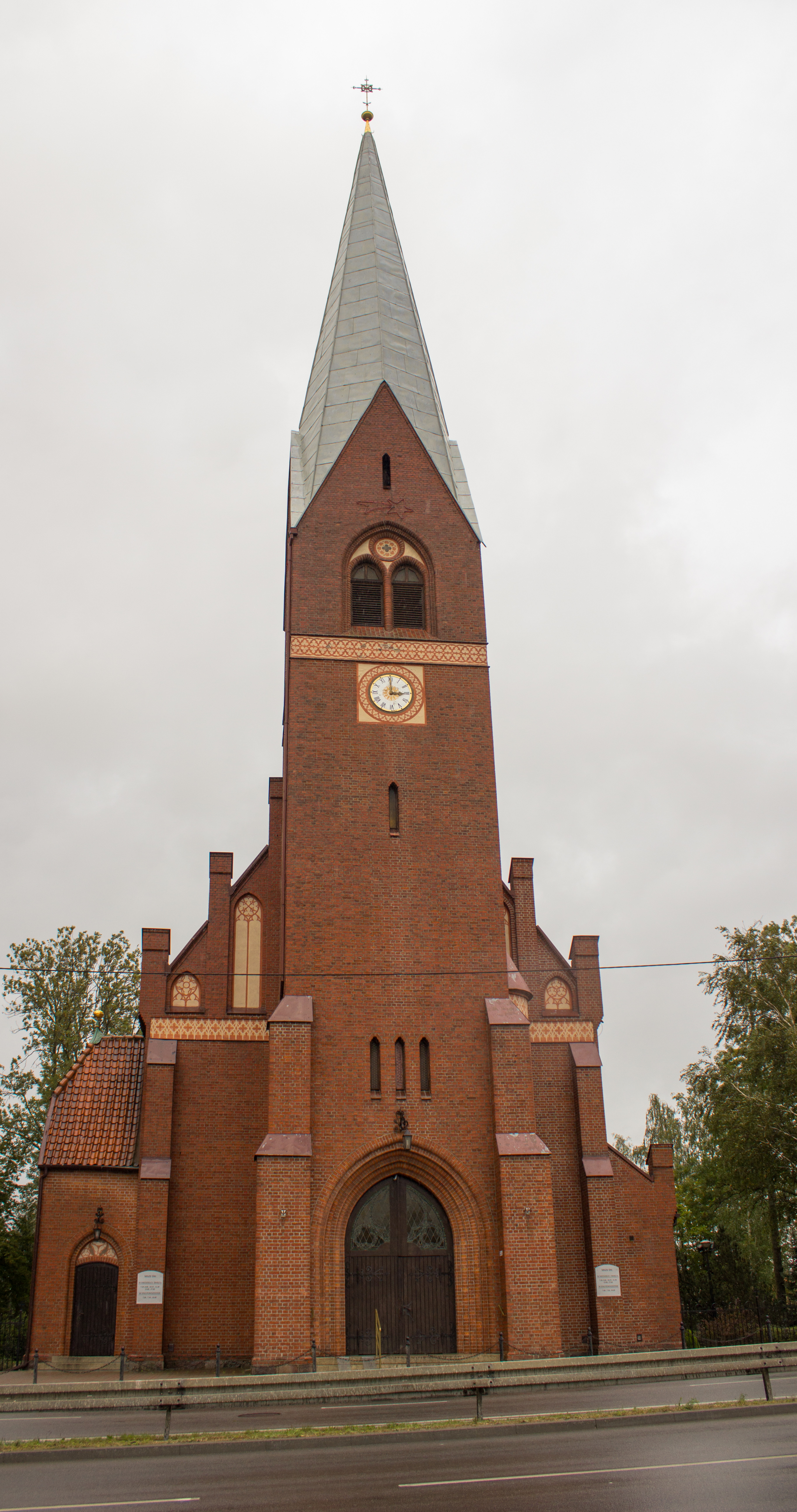
Alte katholische Kirche

Eine hölzerne Kirche wurde im 12. Jahrhundert errichtet. Die erste schriftliche Erwähnung eines Ortes in der Gegend des heutigen Reda stammt aus dem Jahr 1245.
Von 1308 bis 1466 gehörte der Neustädter Distrikt zum Deutschordensstaat. Etwa 1340 wurden eine Mühle und eine Schmiede errichtet. 1357 erhält der Ort des Deutschen Ordens das Stadtrecht nach Kulmer Recht. 1358 wird der Name  Granslaw, 1398 Granslow und Granissow, 1400 Redau und 1433 Rede genannt. Den heutigen Namen Reda trägt der Ort seit etwa 1500. Im 17. Jahrhundert wurde die hölzerne Kirche abgebrannt.
Bereits während der Zeit des Deutschordensstaats war die Region um Neustadt von Danzig aus verwaltet worden, das sich 1440 dem Preußischen Bund und  1466 freiwillig dem autonomen, unter der Schirmherrschaft der polnischen Krone stehenden Preußen Königlichen Anteils angeschlossen hatte.
Am 8. März 1635 bestätigt König Władysław IV. Wasa dem Schultheißen Simon Borsch, dessen Privilegien während des Kriegs gegen Danzig einem Brand zum Opfer gefallen waren, den Besitz der Schultheißerei Rheda und sämtliche von altersher dazu gehörigen Rechte und Pflichten.
Im Rahmen der ersten polnischen Teilung 1772 kam Rheda zum Königreich Preußen. Im Jahr 1785 wird Reda  als ein königliches Dorf mit einer katholischen Kirche, einem Lehnmannsgut, einer Eisenfabrik und einem Krug bezeichnet, das 20 Feuerstellen (Haushaltungen) aufweist.     1888 wird eine öffentliche Schule eingeweiht.  1903 wurde eine Kirche im neogotischen Stil errichtet.
Bis 1920 gehörte Rheda zum Kreis Neustadt in Westpreußen im Regierungsbezirk Danzig der Provinz Westpreußen des Deutschen Reichs.
Nach dem Ersten Weltkrieg musste der Kreis Neustadt mit Reda mit Wirkung vom 20. Januar 1920 aufgrund der Bestimmungen des Versailler Vertrags zum Zweck der Einrichtung des Polnischen Korridors an Polen abgetreten werden. Nach dem Überfall auf Polen 1939 wurde das Kreisgebiet vom Deutschen Reich annektiert. Es wurde dem Reichsgau Danzig-Westpreußen zugeordnet, zu dem Rheda bis 1945 gehörte.
Gegen Ende des Zweiten Weltkriegs besetzte am 12. März 1945 die Rote Armee die Ortschaft, die damit wieder Teil Polens wurde. Für den Ortsnamen wurde die ältere Schreibweise Reda wieder eingeführt. Soweit deutsche Dorfbewohner nicht geflohen waren, wurden sie in der darauf folgenden Zeit vertrieben.
Nach dem Zweiten Weltkrieg wurde die Ortschaft zunächst Teil der Gemeinde Wejherowo (Neustadt in Westpreußen). Am 1. Januar 1955 wurde im Ort ein Dorfrat eingesetzt und ein Jahr später wurde der Ort wieder eine selbständige Siedlung. Die erneute Vergabe des Stadtrechtes dauerte allerdings bis 1967. Bei einer Verwaltungsreform 1975 wird der Ort Teil der Woiwodschaft Danzig, eine erneute Reform bewirkt, dass der Ort 1999 wieder Teil des Woiwodschaft Pommern wird.

### Einwohnerentwicklung
| Jahr      | 1829 | 1872 | 1924  | 1968  | 1982  | 1991   | 2000   | 2005   | 2011   |
| Einwohner | 74   | 763  | 1.000 | 5.400 | 6.091 | 14.000 | 17.663 | 18.360 | 22.030 |

## Kultur und Sehenswürdigkeiten

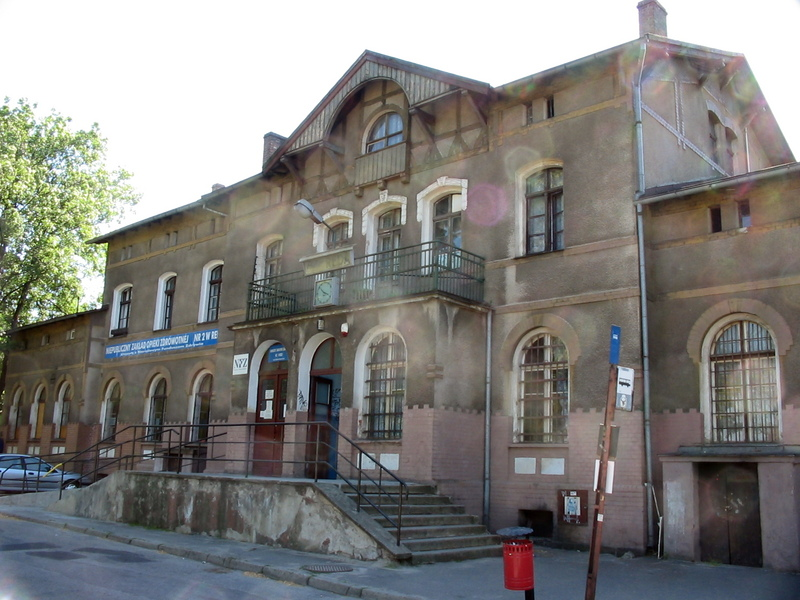
Bahnhof in Reda

- Bahnhof und umliegende Gebäude, errichtet um 1875
- Speicher und Wohnhaus in der ul. Pucka aus dem 14./15. Jahrhundert

## Ehrenbürger
- Tadeusz Gocłowski (1931–2016), Erzbischof von Danzig (2007)